# عيل بور
عيل بور (بالصومالية: Ceelbuur)‏ هي مدينة تقع في محافظة جلجدود في الصومال.
بلغ عدد السكان عيل بور 79,092 نسمة في 2005 و 83,610 نسمة في 2014 و 83,729 نسمة في 2019 في إحصائيات أجريت في بعض المدن لمحافظة جلجدود.

## نبذة عامة

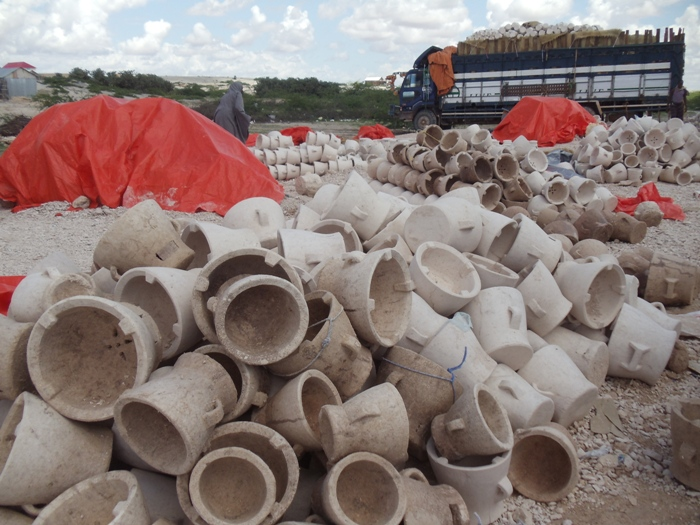
Burjikooyin iyo dabqaadyo fara badan

عيل بور مأهولة بالسكان منذ القرن الثالث عشر على الأقل. خلال فترة سلطنة أجوران كانت بمثابة مركز تجاري محلي.
تُعرف المنطقة بشكل خاص بأنها مركز للمقالع. تم استخدام المرشوم السيبيوليت، في صناعة مبخرة البخور (بالصومالية: Dabqaad)‏التي كانت العلامة التجارية للشعب الصومالي، وتعد المدينة أيضًا موقعًا لصناعة الأنابيب المحلية.
خلال الحقبة الاستعمارية المبكرة، شكلت عيل بور واحدة من سبع إقامات في منطقة شبيلي العليا والتي شملت بلد، وفيلاجيو دوكا ديجلي أبروتسي، و بولبردي، وبوجدا، وبود بود، ومفوض في ماهاداي. وقد شكلت هذه جزءًا من إحدى التقسيمات الإقليمية الإدارية الأربعة التي تضم كل منها سبعة سكان في جنوب الصومال تسمى مستعمرة بنادير. وأصبحت مسرحاً للمعارك بين المتمردين الموالين للشيخ حسن برسني والقوات الإيطالية. في عام 1926، عندما تم تسمية منطقة عيل بور كأول منطقة في غلمدغ التي تم تشكيلها حديثًا، تم اغتيال الكابتن فرانكو كارولي، الحاكم الإيطالي المعين، على يد الشاب عبد الله إيروب، وجيلي جلال والعديد من الجماعات المتمردة في انتفاضة جريئة مناهضة للاستعمار. عام 1975، بدأ إنشاء مطار عيل بور بمساعدة فنيين من الاتحاد السوفيتي.

## التركيبة السكانية
يسكنها تقليديًا عشائر موروسدي و محمود هراب.